# The Old Bum’s Rush
«The Old Bum’s Rush» — четвёртый и последний изданный официально студийный альбом американской фьюжн-группы The Tony Williams Lifetime. Альбом был записан в Бостоне в 1972 году.
К моменту записи «TOBR» состав группы в очередной раз кардинально изменился — Тони Уильямс собрал новую группу, в которой не было участников предыдущих составов, кроме него самого. В новый состав вошли гитаристка/вокалистка Лаура «Текила» Логан (Laura 'Tequila' Logan), органист Уэбстер Льюис (Webster Lewis), пианист/клавишник Дэвид Горовиц (David Horowitz) и басист Херб Башлер (Herb Bushler). Отец Тони саксофонист Тиллмон Уильямс (Tillmon Williams) принял гостевое участие на альбоме.

## Особенности
Неожиданностью альбома стала ориентированность на песни (а не развёрнутые инструменталы) и крен в сторону более коммерческих стилей — фанка и соула. Песенный материал представлен женским вокалом в исполнении Текилы, в котором прослеживаются нотки классического джаза и соула («What’cha Gonna Do Today», «You Make It Easy»). «Mystic Knights Of The Sea», в свою очередь, представляет структурно сложную фьюжновую пьесу. Однако многие треки, особенно на второй половине альбома, звучат скорее как недоработанные студийные джемы. Работу над альбомом для Уильямса омрачало знание о том, что подходящий к концу контракт с Polydor не будет продлён, что, вероятно, нашло ироничное отражение в названии альбома и оформлении обложки.
Характерно, что Уэбстер Льюис спустя несколько лет переквалифицируется с джаза на диско.

## Отзывы
Альбом не получил широкой критики в прессе. Allmusic оценил альбом в 2 балла из 5. Пользователями Rate Your Music альбом оценён в 3,38 из 5 баллов из 29 оценок.

## Список композиций
| № | Название                      | Автор(ы)                                                                              | Время |
| - | ----------------------------- | ------------------------------------------------------------------------------------- | ----- |
| 1 | You Make It Easy              | Laura «Tequila» Logan / Tony Williams                                                 | 5:20  |
| 2 | What It’s About (Love And Me) | Laura «Tequila» Logan / Tony Williams                                                 | 5:37  |
| 3 | Whatcha Gonna Do Today        | Laura «Tequila» Logan / Tony Williams                                                 | 3:40  |
| 4 | The Mystic Knights Of The Sea | Tony Williams                                                                         | 5:12  |
| 5 | Changing Man                  | Tony Williams                                                                         | 4:50  |
| 6 | The Boodang                   | Ben Sidran / Tony Williams                                                            | 5:20  |
| 7 | The Old Bum’s Rush            | Herb Bushler / David Horowitz / Webster Lewis / Laura «Tequila» Logan / Tony Williams | 10:17 |

## Участники
- Тони Уильямс — ударные
- Лаура «Текила» Логан — гитара, вокал, перкуссия
- Херб Башлер — бас
- Уэбстер Льюис — орган, клавинет
- Дэвид Горовиц — ф-но, вибрафон, синтезатор ARP
- Тиллмон Уильямс — тенор-саксофон